# الداخلية (محافظة)

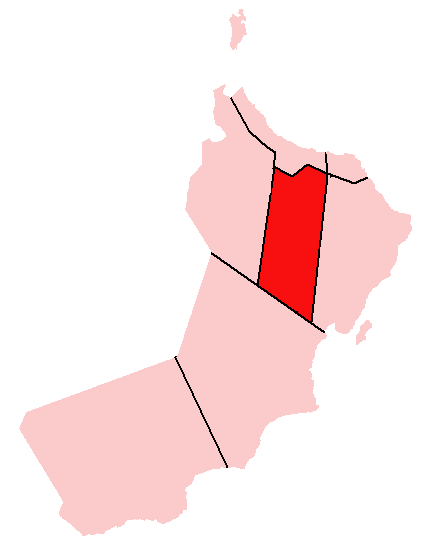
موقع المنطقة الداخلية

محافظة الداخلية؛ هي إحدى المحافظات الرئيسية في سلطنة عمان، تتميز بموقعها الجغرافي الهام الذي يربط بين الساحل والداخل، مما جعلها نقطة تواصل حضارية وتجارية على مر العصور، تضم المحافظة العديد من المدن والقرى التاريخية، وتعد من أكثر المحافظات التي تحتضن تراثًا ثقافيًا غنيًا وأهمية اقتصادية كبيرة.
وتعد محافظة الداخلية بموقعها وطبوغرافيتها بمثابة العمق الإستراتيجي للسلطنة. يوجد بها ثمان ولايات أشهرها ولاية نزوى عاصمة الثقافة بعُمان ومركز الإشعاع العلمي والثقافي للبلد قديماً، وتضم المنطقة الداخلية العديد من المواقع التراثية والمناظر الخلابة حيث تم في الآونة الأخيرة فتح كهف الهوته وهو ثاني أكبر كهف في دول الخليج وبه العديد من الأشياء الغريبة مثل السمك الذي لا يرى في الضوء.
ويبلغ عدد سكان محافظة الداخلية حوالي 490,000 عام 2024. منهم 290,000 مواطن
وتبلغ مساحتها 31,000 كم مربع. في عام 2022 زاد عدد ولايات المحافظة وذلك بعد قرار بمرسوم سلطاني برفع المستوى الإداري للجبل الأخضر لتكون ولاية تابعة لمحافظة الداخلية.

## التقسيم الإداري لمحافظة الداخلية
تتكون محافظة الداخلية من ثمان ولايات رئيسية، وهي:
- نزوى - مركز المحافظة
- بهلا
- منح
- الحمراء
- أدم
- إزكي
- سمائل
- بدبد
- الجبل الأخضر[6][7][8][9]

## المعالم السياحية والطبيعية
توجد العديد من المعالم السياحية والطبيعية منها:
1. الجبل الأخضر: يعتبر من أبرز معالم الداخلية، ويشتهر بمناخه البارد خلال فصل الصيف وبتنوع زراعته من الفواكه مثل الرمان والجوز. يجذب الجبل الأخضر السياح لتمتعهم بالمشي في مسارات طبيعية واستكشاف القرى الجبلية.
2. حصن بهلاء: هذا الحصن التاريخي المدرج ضمن قائمة التراث العالمي لليونسكو هو أحد أهم المعالم الأثرية في عمان، ويعكس الهندسة المعمارية العمانية التقليدية.
3. نزوى: تزخر بأسواقها التقليدية (مثل سوق نزوى)، وهي وجهة رئيسية للسياح الذين يبحثون عن الحرف التقليدية العمانية مثل صناعة الخناجر والحلي الفضية.[4]

## وصلات خارجية
- خبار بلادي..سلطنة عمان.. المنطقة الداخلية
- رابط للمعلومات التفصيلية عن المنطقة الداخلية